# Thetidia kansuensis
Thetidia kansuensis là một loài bướm đêm trong họ Geometridae.